# Михраниди
Михраниди су били иранска династија, која је имала власт над неколико региона Кавказа од 330. до 821. Они су тврдили да су сасанидског порекла али били су партског порекла.

## Историја
Династија је основана када се извесни Михран, даљи рођак Сасанида, населио у региону Гардман у Утику. Највероватније је био члан породице Михран која је била једна од седам владајућих породица у Ирану, и чије су друге две линије владале Иберијом (Хосроидска династија) и Гугарком. Михранова породица дошла је на власт, када је Михранов праунук побио готове све чланове претходне владајуће јерменске династије Араншахик
Најистакнутији представници породице у 7. веку били су Вараж Григор, његов син Џаваншир, и Вараж Тиридат I. Михраниди су носили персијску титулу Араншах (изведена од шах Арана, персијског имена за Кавкаску Албанију). Владавина Михранида се завршила убиством Ваража Тиридата II од стране Нерсеха Пилипина између 822-823. године.
После тога Сахл Смбатин, потомак поменуте династије Араншахик (Eṙanšahik), преузео је титулу Араншаха и владао је значајним делом Кавкаске Албаније.

## Михраниди у Гугарку
- Пероз (330-361)
- Непознати владар (361-394)
- Бакур I (394-400)
- Аршуша I (400-430)
- Бакур II (430-455)
- Аршуша II (455-470)
- Варскен (470-482)
- Аршуша III (482-540)
- Аршуша IV (540-608)
- Вахрам Аршуша V (608-627)
- Аршуша VI (???-748)

## Михраниди у Гарману
- Пероз (330-361)
- Хур (361-430)
- Барзабод (430-440)
- Вараж Бакур (440-450)
- Михр (450-480)
- Армајел (480-510)
- Вард I (510-540)
- Вардан I (540-570)
- Вард II (570-600)

## Михраниди Кавкаске Албаније
- Вараж Григор (628-636)
- Џаваншир (636-680)
- Вараж Тиридат I (680-705)
  - Шируј (699-704, узурпатор)
- Вардан II (705-740)
- Нарсех Џндак (740-770)
- Гагих (770-790)
- Стефанос I (790-821)
- Вараж Тиридат II (821-822)